# Val Sanguigno
La Val Sanguigno è una valle minore che si sviluppa sulla destra orografica della Val Seriana, di cui è tributaria, ed è situata nel territorio amministrativo del comune di Valgoglio, in provincia di Bergamo.

## Descrizione
La valle, molto apprezzata dagli escursionisti in tutte le stagioni, nella parte bassa è percorsa dall'omonimo torrente che, raccogliendo i numerosissimi rigagnoli che bagnano la zona, crea pozze, forre e cascate, rendendo il paesaggio molto suggestivo, gettandosi poi nel torrente Goglio nei pressi della centrale idroelettrica di Aviasco.
Ad ovest è delimitata dal monte Zulino, ad est dal Pizzo Salina e dal monte Crapel, mentre a nord, nella parte più elevata, è chiusa dalla conca delimitata dal monte Corte, dal Pizzo Farno e dal monte Pradella. Tra queste tre cime si trovano il passo di Valsanguigno ovest (noto anche come Passo del Farno) e quello di Valsanguigno nord, che permettono di raggiungere il versante orografico della val Brembana.
La valle presenta inoltre caratteristiche naturalistiche di elevato profilo. Grazie a particolari condizioni ecologiche, ma anche per via della quasi nulla presenza dell'uomo, in essa si è sviluppato un particolare habitat in cui hanno trovato spazio numerose specie vegetali ed animali di interesse scientifico e conservazionistico, tra cui l'aquila, il capriolo, il camoscio, l'ermellino, ma soprattutto il coleottero denominato Ubychia leonhardi Reitter ed il sempreverde Lycopodiella inundata, entrambi endemici.
Al fine di tutelare questa delicata condizione naturalistica, rendendola contemporaneamente fruibile agli appassionati, la valle è stata inserita nel progetto “Bi.O.S. – Biodiversità Orobica in Valle Seriana” che, promosso dalla Fondazione Cariplo e da enti locali tra cui il Parco delle Orobie Bergamasche e la Provincia di Bergamo, punta a far conoscere questa piccola realtà mettendo a disposizione operatori che permettano la scoperta delle bellezze in essa racchiuse.

## Accessi e sentieri

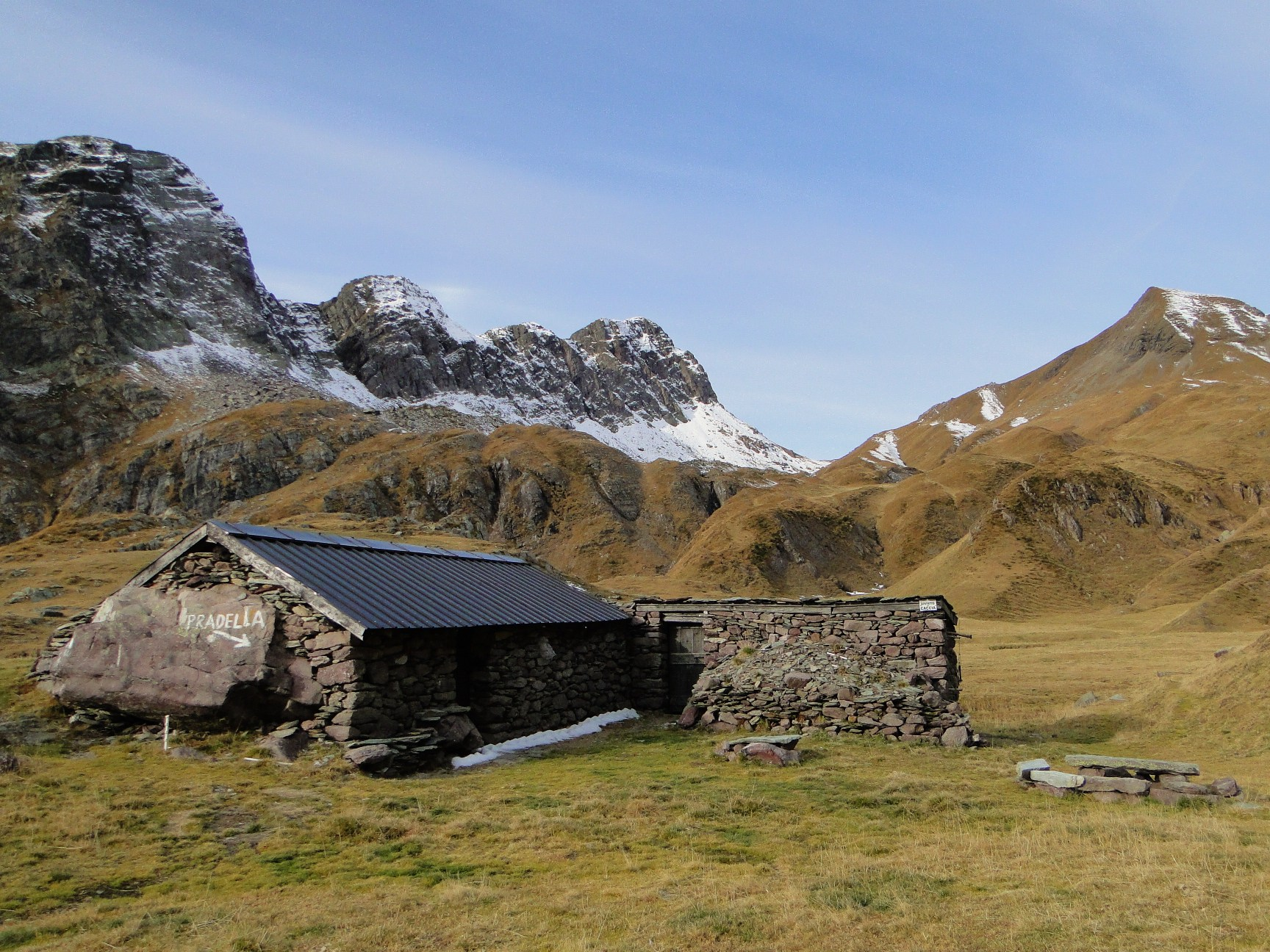
La baita di Presponte

La via più breve è quella che parte a fianco della centrale idroelettrica di Aviasco, posta poco a monte dell'abitato di Valgoglio, che per il primo tratto è inclusa nell'itinerario conosciuto come Sentiero dell'Alto Serio.
Da qui si segue il segnavia C.A.I. numero 232 che l'attraversa e costeggia il torrente Sanguigno, toccando il rifugio Gianpace (dopo poco meno di un'ora di cammino), le baite di Bindagola e la baita Presponte, dopo la quale il sentiero si divide: a ovest culmina presso il passo di Valsanguigno ovest (2320 m s.l.m., noto anche come Passo del Farno) tramite il quale si raggiunge il Rifugio Laghi Gemelli, mentre procedendo per traccia verso nord-ovest si giunge al passo di Valsanguigno nord (2380 m s.l.m.), che collega la valle con il lago Colombo.

## Escursioni nella valle
- Pizzo Farno (2502 m s.l.m.), difficoltà EE
- Monte Corte (2493 m s.l.m.), difficoltà EE
- Monte Pradella (2626 m s.l.m.), difficoltà EE
- Passo del Lago Nero (segnavia n.267)
- Forcella del monte Zulino (segnavia n.265), tramite cui si giunge al Rifugio Alpe Corte

## Galleria d'immagini

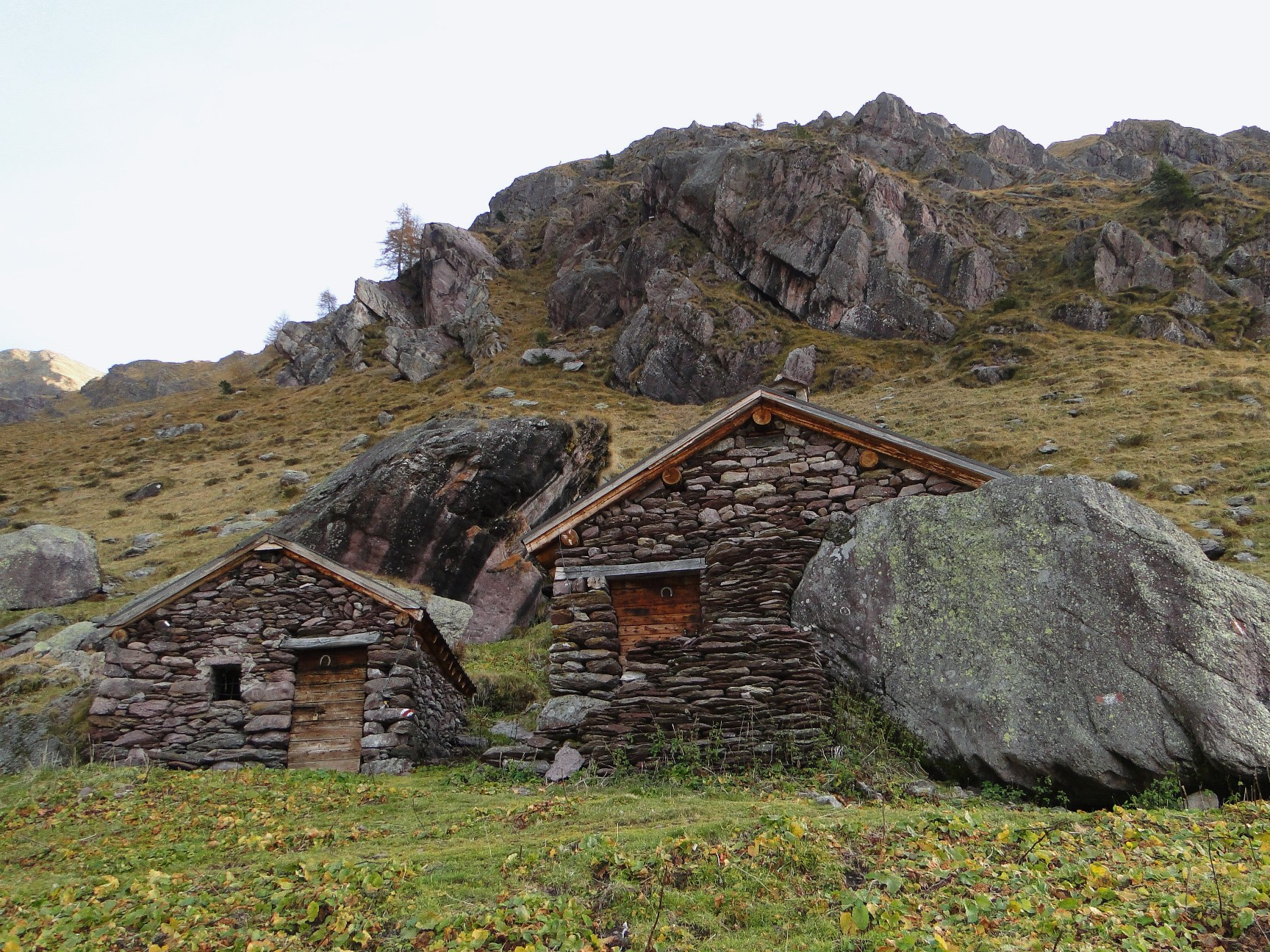
Baite delle Bindagole
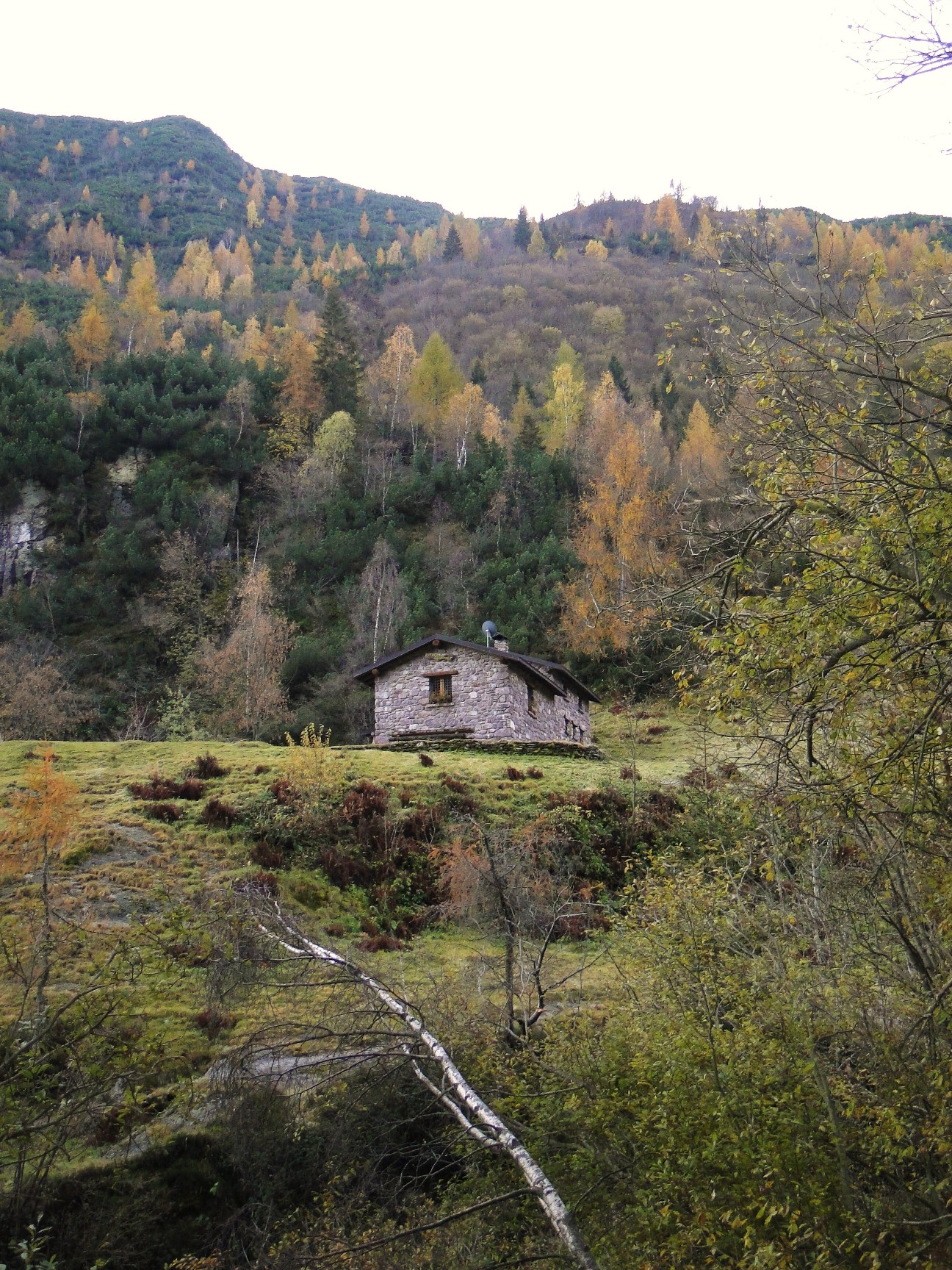
Rifugio Gianpace
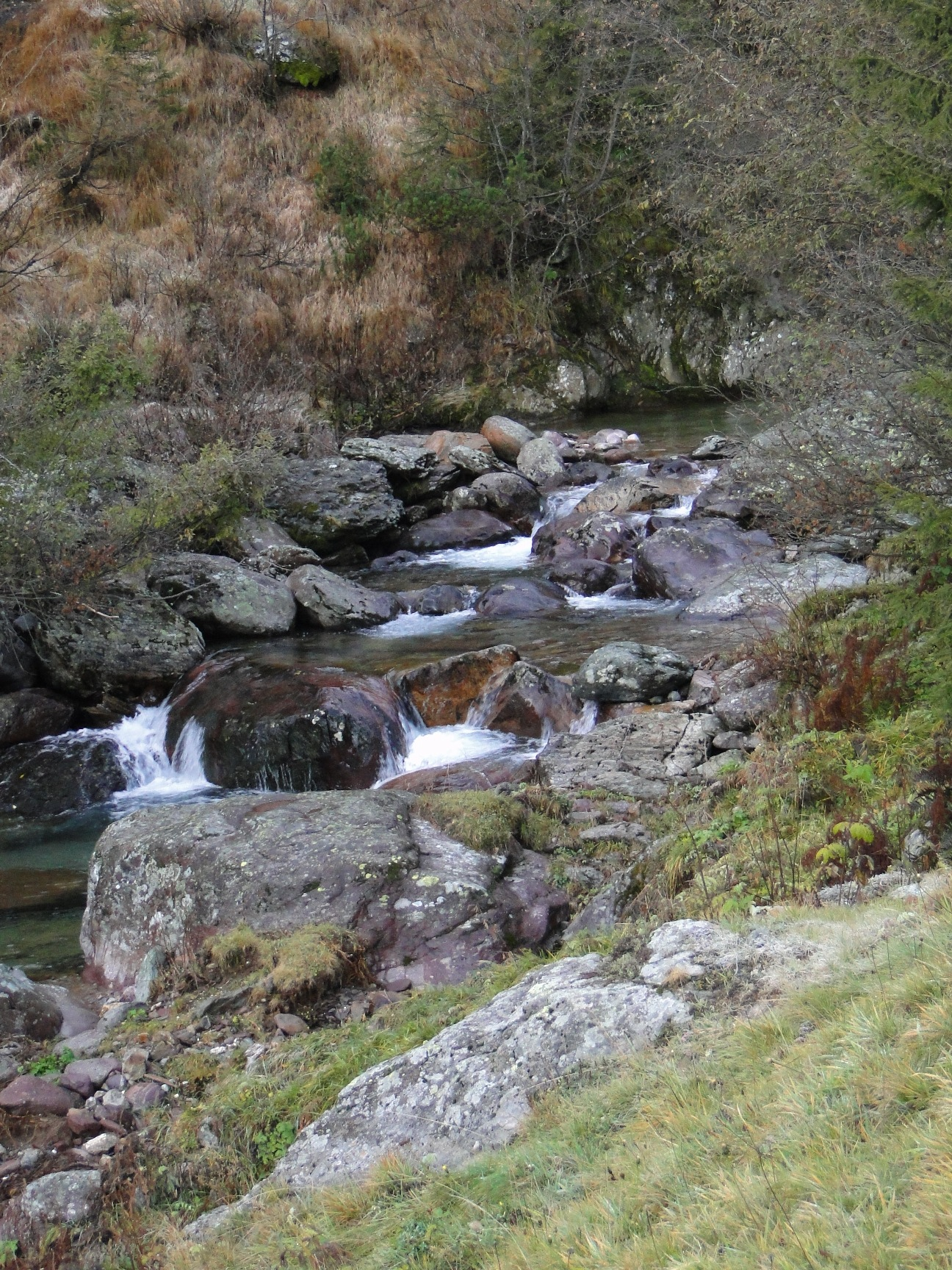
Torrente Sanguigno
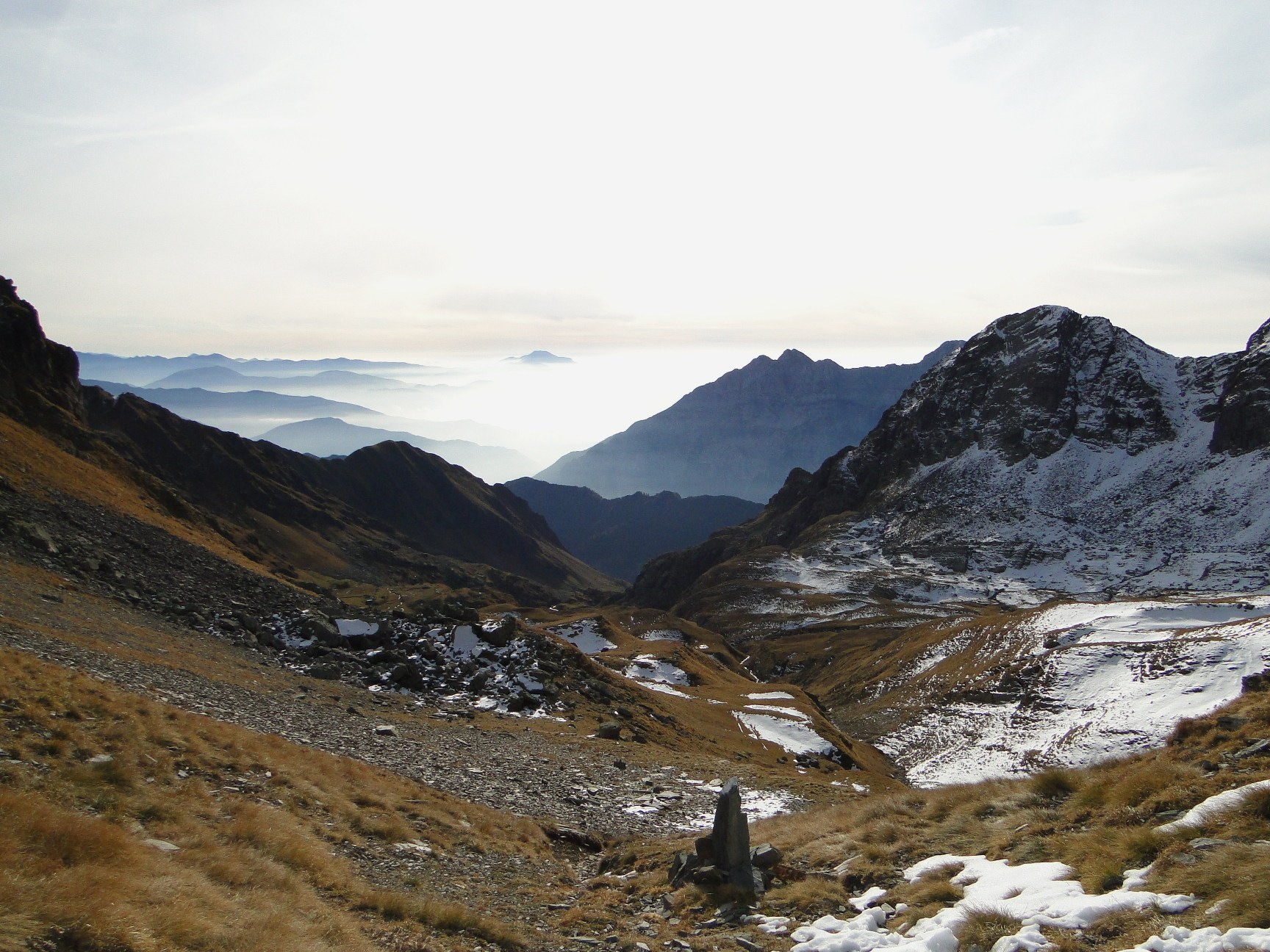
Val Sanguigno in autunno
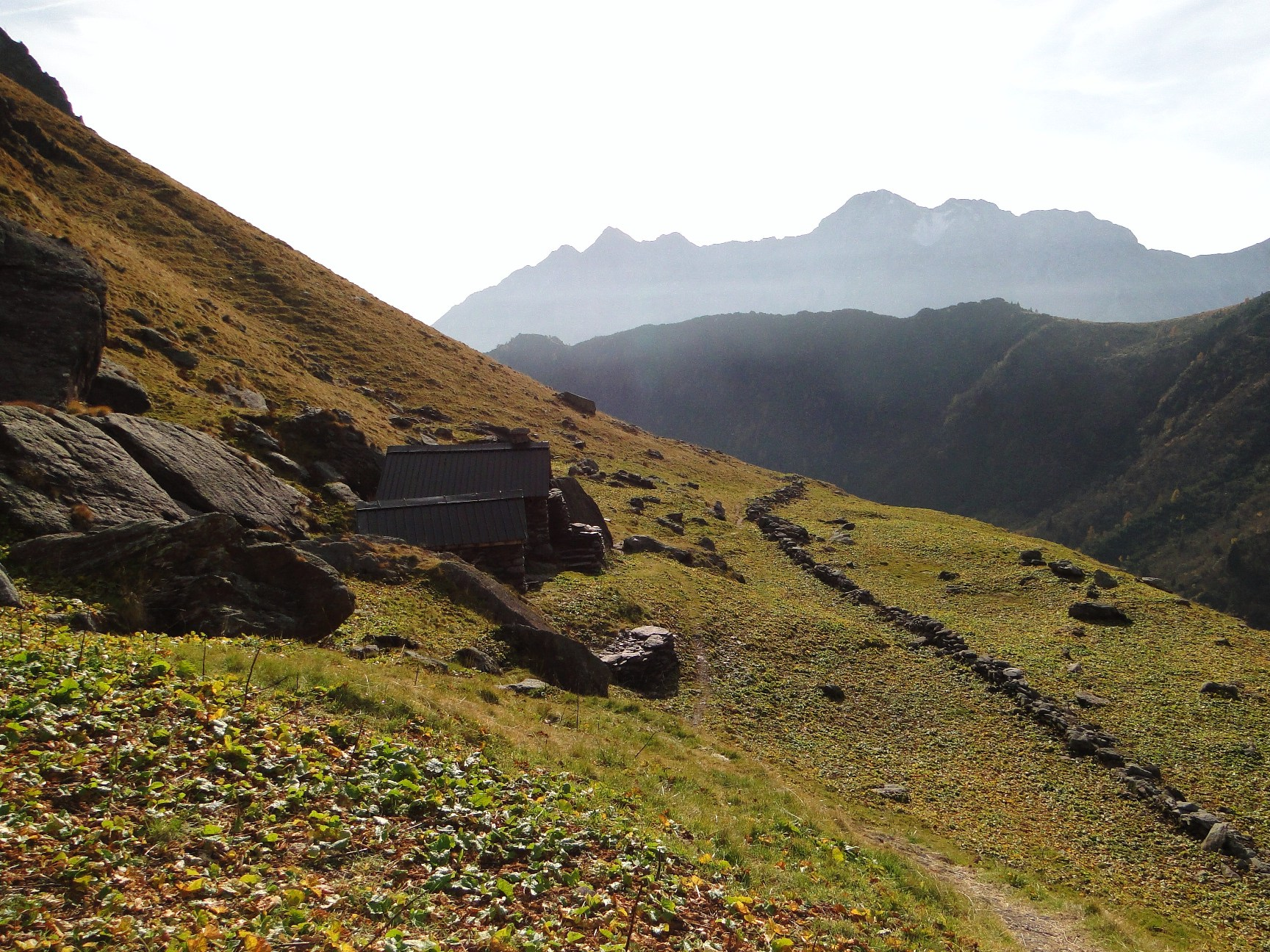
Val Sanguigno in autunno
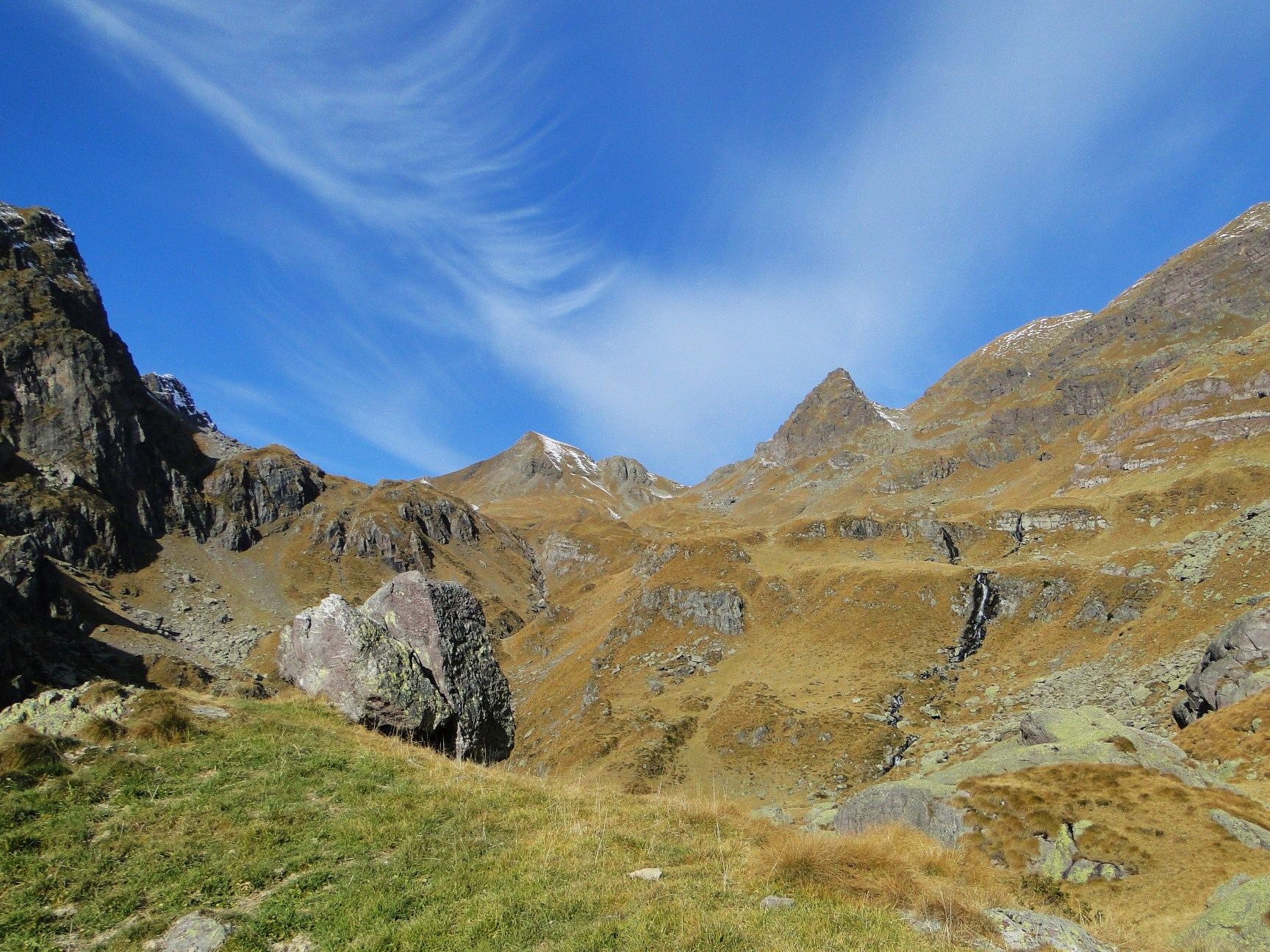
Val Sanguigno in autunno
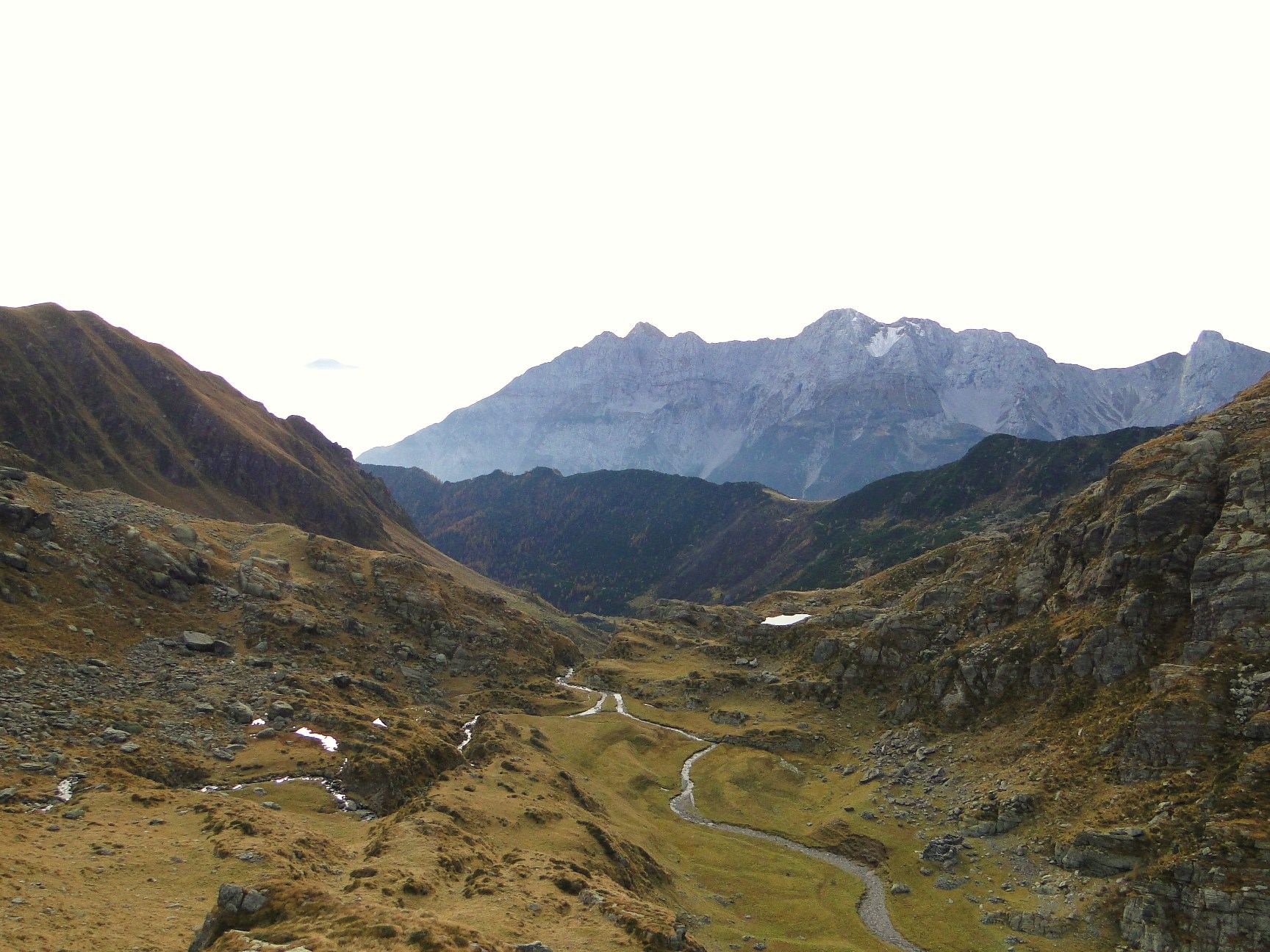
Val Sanguigno in autunno
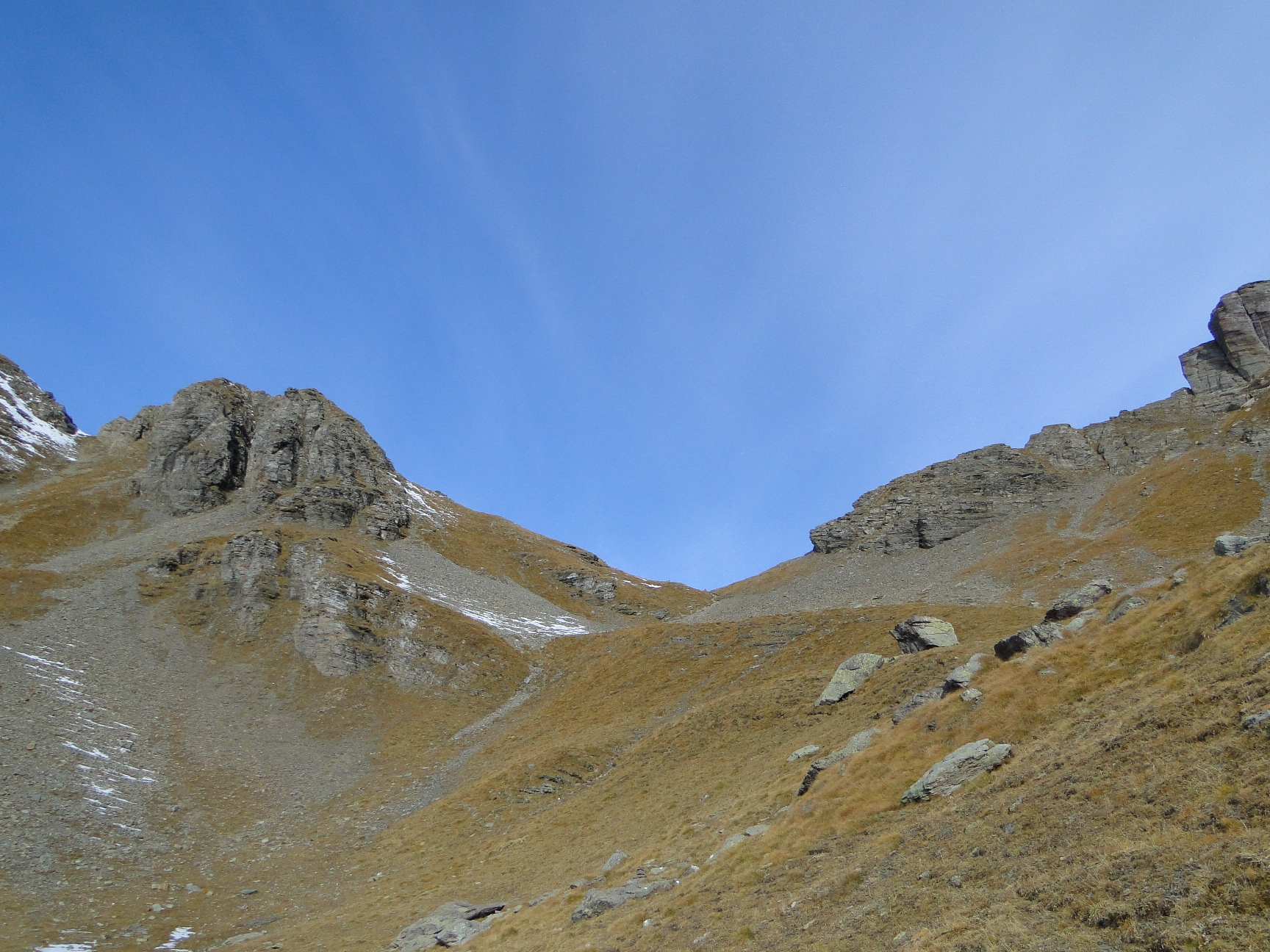
Passo di Valsanguigno ovest